# Samuel Bronfman
 (février 2017).
Pour les autres membres de la famille, voir Famille Bronfman.
Pour les articles homonymes, voir Bronfman.
Samuel Bronfman (né à Soroki (Bessarabie) dans l'Empire russe le 4 mars 1891 et mort à Montréal le 10 juillet 1971) est un homme d'affaires et un philanthrope canadien.

## Biographie

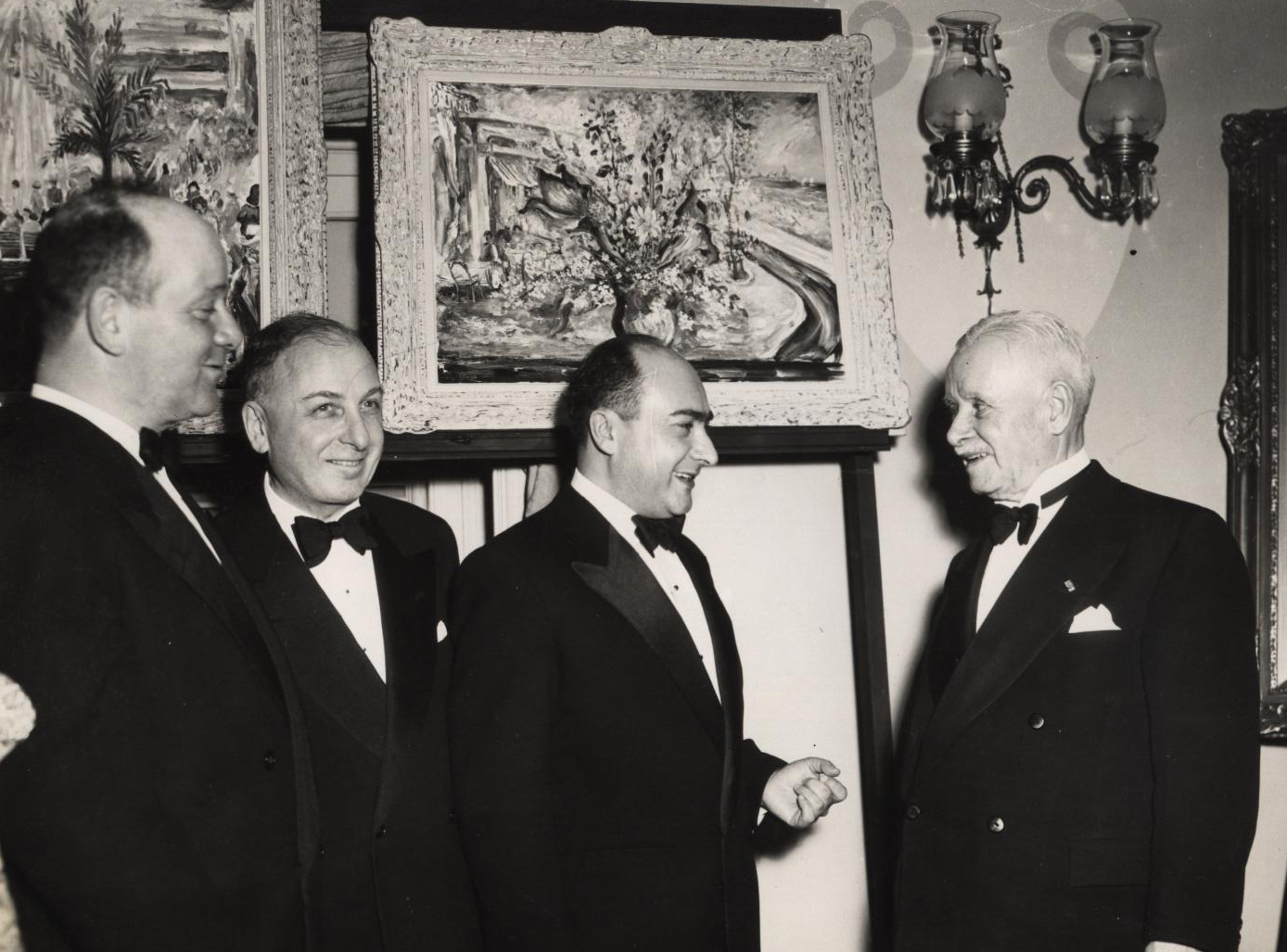
Samuel Bronfman, deuxième à partir de la droite, en 1952

Samuel Bronfman grandit dans une famille juive de huit enfants. Ses parents, Mindel et Ekiel, immigrent au Canada en 1889, d'abord en Saskatchewan, puis au Manitoba. La famille travaille en premier lieu dans le domaine du bois et se lance en 1903 dans l'hôtellerie à Winnipeg.
Constatant que les profits de l'entreprise familiale provenaient pour la plupart des boissons alcooliques, Samuel Bronfman met sur pied un magasin de distribution d'alcool et fonde en 1924 la Corporation des distilleurs de Montréal. Il réside le reste de sa vie à Montréal (Westmount).
Dans ses débuts, le succès de Bronfman repose sur la vente à des consommateurs fortunés de marques telles Calvert et Dewars. En 1928, la corporation fusionne avec la firme Seagram & Son de Waterloo, en Ontario. La nouvelle compagnie du nom de Seagram profite du contexte de la prohibition aux États-Unis (1919-1933) ignorée par le gouvernement canadien.
Seagram devient alors un distributeur international de boissons alcooliques. Au cours des années 1960, ses ventes atteignent le milliard de dollars.
En 1952, Samuel et Saidye Bronfman mettent sur pied une fondation familiale, l'une des plus importantes en matière d'octroi de bourses privées. Leur premier objectif est d'encourager l'initiative et l'esprit d'entreprise parmi les Canadiens. De plus, le couple aide généreusement l'Université McGill à construire un pavillon portant son nom, sur le site de l'ancien Prince of Wales Terrace. Il sera aussi un généreux donateur au Musée des beaux-arts de Montréal.
Bronfman meurt le 10 juillet 1971 à l'âge de 80 ans. Sa fortune est alors estimée à $400 millions de dollars. Ses fils Edgar et Charles prennent la relève de Seagram.

## Autres rôles
- 1939-1962 : Président du Congrès juif canadien[1]

## Distinctions
- 1967 :  Compagnon de l'Ordre du Canada[4]
- Membre du Temple de la renommée des hommes d'affaires canadiens (Canadian Business Hall of Fame)[5].

## Hommages
Un pavillon de l'Université de Montréal, dans lequel se retrouve la Bibliothèque des Lettres et Sciences humaines, fut nommé à son nom, en hommage à sa générosité philanthropique. La famille Bronfman effectue un don de 2,1 millions de $ pour l’établissement de la bibliothèque (plus important don du secteur privé dans l’histoire de l’université),.
Le Musée d'Israël comporte le musée biblique et archéologique Samuel Bronfman composée entièrement d'artefacts donnés par sa famille.

## Vie privée
En 1922, Samuel Bronfman épouse Saidye Rosner, avec laquelle ils auront quatre enfants : Charles, Edgar, Minda et Phyllis.